# Leo Geyr von Schweppenburg
Leo Dietrich Franz Geyr von Schweppenburg, född 2 mars 1886 i Potsdam, död 27 januari 1974 i Irschenhausen i norra Bayern, var en tysk friherre och militär. Han befordrades till generalmajor i september 1935 och till general i kavalleriet i april 1940 (i juni 1941 omförordnat till general i pansartrupperna). Han erhöll Riddarkorset av Järnkorset i juli 1941.

## Biografi
Geyr von Schweppenburg påbörjade sin militära karriär 1904. Han tjänstgjorde inom kavalleriet och deltog i första världskriget. Efter kriget fortsatte hans militära karriär i Reichswehr.
Under 1930-talet började det tyska pansarvapnet byggas upp och Geyr von Schweppenburg besökte den tyska pansarskolan i Sovjetunionen i egenskap av tolk. Hans språkkunskaper gjorde även att han den 1 april 1933 utnämndes till militärattaché för Storbritannien, Belgien och Nederländerna. Han var under denna tid bosatt i London och hösten 1937 kallades han tillbaka till Tyskland. Väl hemma fick Geyr von Schweppenburg befälet över 3. Panzer-Division. Han ledde divisionen under fälttåget i Polen 1939. 
Den 14 februari 1940 fick han befälet över XXIV. Armeekorps. Han ledde sin kår under fälttåget i väst 1940 och under Operation Barbarossa 1941. 
Under striderna på östfronten stred hans kår vid Minsk, Smolensk, Kiev och Brjansk. För sina insatser belönades han den 9 juli 1941 med Riddarkorset. I början av 1942 tvingades han lämna sitt befäl på grund av sjukdom och skickades hem till Tyskland. 
Påföljande sommar blev Geyr von Schweppenburg första befälhavare för LVIII. Reserve-Panzerkorps som stationerades i Frankrike. I december 1943 fick han ansvaret för pansartrupperna i Västeuropa. Detta ansvar ledde till att han blev befälhavare för Panzergruppe West i januari 1944. 
Han stred i Normandie efter Dagen D i juni 1944. Han fick uppdraget att koordinera det tyska motanfallet vid Caen, vilket försvårades av att ett allierat bombanfall den 10 juni som slagit ut hans radioutrustning. I anfallet sårades han och flera av hans stabsofficerare stupade. Geyr von Schweppenburg återvände en tid senare till fronten, men i augusti 1944 blev han inspektör för reservarméns pansartrupper. 
Vid krigsslutet var han i amerikansk krigsfångenskap maj 1945 – juli 1947.

## Befäl
- 3. Panzer-Division oktober 1937 – februari 1940
- XXIV. Armeekorps februari 1940 – januari 1942
- till förfogande för överbefälhavaren april 1942 – juli 1942
- XXXX. Panzerkorps juli – oktober 1942
- till förfogande för överbefälhavaren oktober 1942 – februari 1943
- LXXXVI. Armeekorps  februari – april 1943
- placerad som general för pansartrupperna under överbefälhavaren i område West maj 1943 – januari 1944
- Panzergruppe West januari – juli 1944
- inspektör för pansartrupperna augusti 1944 – maj 1945

### Webbkällor
- Lexikon der Wehrmacht